# Sergio Manuel Rodríguez
Sergio Manuel Rodríguez (Bilbao, Vizcaya, 26 de junio de 1987) es un árbitro de baloncesto español de la liga ACB. Pertenece al Comité de Árbitros Vasco.

## Trayectoria
Su relación con el arbitraje comienza en el patio de Escolapios de Bilbao, donde dirigía partidos de categoría escolar de una manera sin estar federado cuando apenas tenía 14 años. Ese hecho llamó la atención de los árbitros que acudían a dirigir encuentros federados y le convencieron para acceder al Comité Vizcaíno de Árbitros. Era un 14 de diciembre de 2001 cuando accedió al Comité.
Durante sus primeras temporadas, Sergio compaginó dos facetas del baloncesto: el arbitraje y el juego (además fue entrenador), siempre con Escolapios, ya fuese frente a gente de su categoría o de una superior. Poco a poco fueron llegando los ascensos: de Regional a Autonómica, después a Primera División y, en 2008, el salto a las competiciones FEB. Primero integró el grupo 2, en partidos de EBA y Liga Femenina 2. Y en la temporada 2010/2011 dio el salto al grupo 1. Su primer partido de Adecco Oro fue en Lérida, acompañado por Juan Manuel Uruñuela. Este año dirigiría en Logroño la Copa Adecco Plata.
Tras una temporada, la campaña 2011/2012 sería la que mayor número de encuentros en las ligas Adecco dirigiría, semifinales de la Copa de la Reina y varios partidos importantes en los playoffs de Plata y Oro, con final incluida de la máxima competición FEB.
Enl 2 de agosto de 2012 se anunció su ascenso a la Liga ACB, junto a Andrés Fernández Sánchez, Juan de Dios Oyón Cauqui y David Planells Caicedo.

## Temporadas
| Categoría              | País   | Año               |
| ---------------------- | ------ | ----------------- |
| Categorías bases       | España | 2001 - 2004       |
| Grupo 4 (Comité Vasco) | España | 2004 - 2007       |
| Grupo 3 (Comité Vasco) | España | 2007 - 2008       |
| Liga EBA               | España | 2008 - 2010       |
| Liga LEB               | España | 2010 - 2012       |
| Liga ACB               | España | 2012 - Actualidad |